# Fights of Nations
Fights of Nations is een korte zwijgende film uit 1907 geproduceerd door American Mutoscope & Biograph.
De komische film maakt grapjes over het twistgedrag dat sommige etnische groepen elkaar lijken te laten zien (Spanjaarden en Mexicanen, Joden, Schotten, Afro-Amerikanen, Ieren), wat in strijd is met het Amerikaanse ideaal waarin alle mensen uit verschillende landen gelukkig samenleven. Het contrast wordt geaccentueerd door de stereotiepe en karikaturale visie van mensen uit verschillende landen en culturen.  Het is interessant op te merken dat aan het begin van de twintigste eeuw Ieren, Schotten en latino's verenigd waren met Joden en Afro-Amerikanen onder etnische groepen die niet gelijkgesteld waren met de "American Way of Life".

## Verhaal
"Mexico vs. Spanje", de eerste scène, toont de afgewezen Mexicaanse minnaar in een jaloerse woede las hij kijkt naar de vrijpartij tussen Carlos, de Spanjaard, zijn gehate rivaal en de mooie senorita. Met getrokken stiletto bespringt hij de Don, maar de senorita grijpt zijn arm en redt zo haar minnaar van een vreselijke dood. Na een gewelddadige knokpartij heeft de Don de Mexicaan overwonnen, maar door de smeekbeden van het meisje laat hij hem los en vraagt hem te gaan. 
Vervolgens worden twee van “Our Hebrew Friends" getoond in een karakteristieke strijd - allemaal geklets, maar weinig daden. Een derde Hebreeuwse man wordt bij het argument betrokken. In de hitte van het argument verschijnt een politieman die hen dreigt te arresteren. De derde Hebreeuws man wordt het onschuldig slachtoffer van het conflict. Hij biedt de politieman smeergeld aan, wat hij accepteert maar de Joodse man steelt het terug.
Daarna volgt "A Scottish’ Combat "- een zwaardgevecht tussen twee van Amerikanen in Schotse kostuums. Ze laten zien hoe snel en nauwkeurig ze met de wapens zijn.
Een komediescène, "Sunny Africa", vindt plaats in een concertzaal op Eighth Avenue, New York, bezocht door het gekleurde element. Buck dancing, cake walking, enz. Geven zich over. De bullebak vindt het vervelend dat een duistere heer zijn geliefde aandacht geeft. Onmiddellijk worden scheermessen getrokken en de affaire eindigt in een ruig gevecht.
In "Sons of the Ould Sod" laten een lachwekkend stukje zien tussen Haggerty en Fogarty, veroorzaakt door het per ongeluk laten vallen van een natte laken door mevrouw Haggerty uit haar raam op het hoofd van Fogarty. De mannen vechten verwoed, totdat de altijd bedachtzame mevrouw Haggerty bier komt brengen.
“America” dient dan als een passende finale. Het tafereel is prachtig versierd met emblemen van alle naties, de Amerikaanse adelaar overwint ze allemaal. In harmonie, vrede en welwillendheid verschijnen de personages van de verschillende naties, waardoor het een allegorische weergave is van 'Vrede', met Uncle Sam als voorzitter van een congres van de machten.